# إيرني كلارك
إيرني كلارك (بالإنجليزية: Ernie Clark)‏ هو لاعب كرة قدم أمريكية أمريكي، ولد في 11 أغسطس 1937 في أركاديا في الولايات المتحدة.

## وصلات خارجية
- إيرني كلارك على موقع مرجع كرة القدم المحترفة.كوم (الإنجليزية)